# Hightail
Hightail, ранее YouSendIt — облачный сервис, который позволяет пользователям отправлять и получать файлы с цифровой подписью и синхронизировать их. YouSendIt.com и YouSendIt Inc. были основаны в 2004 году; в 2013 году компания переименовала себя в Hightail.
Сначала компания сосредоточилась на том, чтобы помочь пользователям отправлять файлы, которые были слишком большими для электронной почты; он начал добавлять функции и подключаемые модули для бизнеса в 2007 году. Сервис быстро рос, и в период с 2005 по 2010 год компания привлекла 49 миллионов долларов финансирования. Теперь сервис можно использовать через Интернет, настольный клиент, мобильные устройства или с в бизнес-приложениях с помощью плагина Hightail.
В мае 2015 года компания запустила Hightail Spaces, предназначенную для поощрения творческих профессионалов от зарождения идеи до её воплощения.
В 2018 году компания OpenText приобрела Hightail.

## История
Компания Hightail была основана как YouSendIt Inc. в 2004 году тремя соучредителями: Ранджитом Кумарамом, Амиром Шейхом и Халидом Шейхом. В первые годы своего существования Амир преследовал доходы от рекламы, Джимми Вьенно руководил развитием бизнеса, Фрэнсис Ву создавал графический дизайн, включая логотип, в то время как Кумаран сосредоточился на пользовательском опыте, а Халид занимался технической работой. К маю 2004 года у компании было 300 тыс. пользователей, и каждый месяц она росла на 30 %. В сентябре того же года Cambrian Ventures инвестировала 250 000 долларов. Сначала YouSendIt в основном использовался для отправки больших файлов, таких как фотографии или аудиофайлы, которые были слишком велики для ограничений на размер файлов, установленных поставщиками электронной почты в то время.
В августе 2005 года было привлечено 5 млн долларов финансирования. После этого между основателями произошла ссора. Через несколько лет Халид и Амир Шейх покинули компанию, а Кумаран остался на должности менеджера по продукции и маркетинга. В 2011 году Шейх признал себя виновным в атаках типа «отказ в обслуживании» (DoS) на веб-сайт службы YouSendIt в период с декабря 2008 года по июнь 2009 года.
Иван Кун занял пост генерального директора, и YouSendIt продолжил привлекать в общей сложности 49 млн долларов. YouSendIt рос по мере того, как получатели файлов видели, как работает служба, и к марту 2009 года число платных пользователей достигло 100 тыс., а зарегистрированных пользователей — 8,5 млн. В январе 2011 года YouSendIt Inc. приобрела разработчика надстроек Microsoft Outlook, Attassa, и разработчика приложений для iPhone, Zosh.
В мае 2012 года бывшие AOL и Yahoo! Исполнительный директор Брэд Гарлингхаус был назначен генеральным директором. Он переориентировал компанию на обмен файлами и удаленный доступ к документам, поставив её в конкуренцию с Dropbox Inc. и Box Inc. Hightail начала рекламировать конкурентов Dropbox и Box с такими лозунгами, как «Ваши файлы не должны быть ни удалены, ни упакованы в коробки».
В январе 2013 года YouSendIt приобрела Found Software, компанию, которая разрабатывает приложение Found для Mac, которое ищет файлы на компьютерах Macintosh и в подключенных сетях. В июле того же года YouSendIt объявила о своем ребрендинге в Hightail, чтобы представить свой переход от обмена файлами к службам совместной работы с файлами. Также были представлены новые мобильные приложения для устройств iOS и Windows, а также опция неограниченного хранилища.
В сентябре 2013 года Hightail приобрела adeptCloud, службу обмена файлами, ориентированную на безопасность, для размещения файлов внутри корпоративного брандмауэра. В ноябре Hightail привлекла дополнительное финансирование в размере 34 миллионов долларов. Брэд Гарлингхаус ушел с поста генерального директора в сентябре 2014 года якобы из-за разногласий с советом директоров. Его заменил соучредитель Ранджит Кумаран.
В феврале 2018 года компания OpenText приобрела Hightail. В марте 2018 года сотрудники Hightail переехали в офисы OpenText в Сан-Матео, Калифорния, а офис Кэмпбелла был выведен из эксплуатации.